# Helictotrichon junghuhnii
Helictotrichon junghuhnii är en gräsart som först beskrevs av Lodewijk Hendrik Buse, och fick sitt nu gällande namn av Johannes Jan Theodoor Henrard. Helictotrichon junghuhnii ingår i släktet Helictotrichon och familjen gräs. Inga underarter finns listade i Catalogue of Life.